# Banchetto nuziale

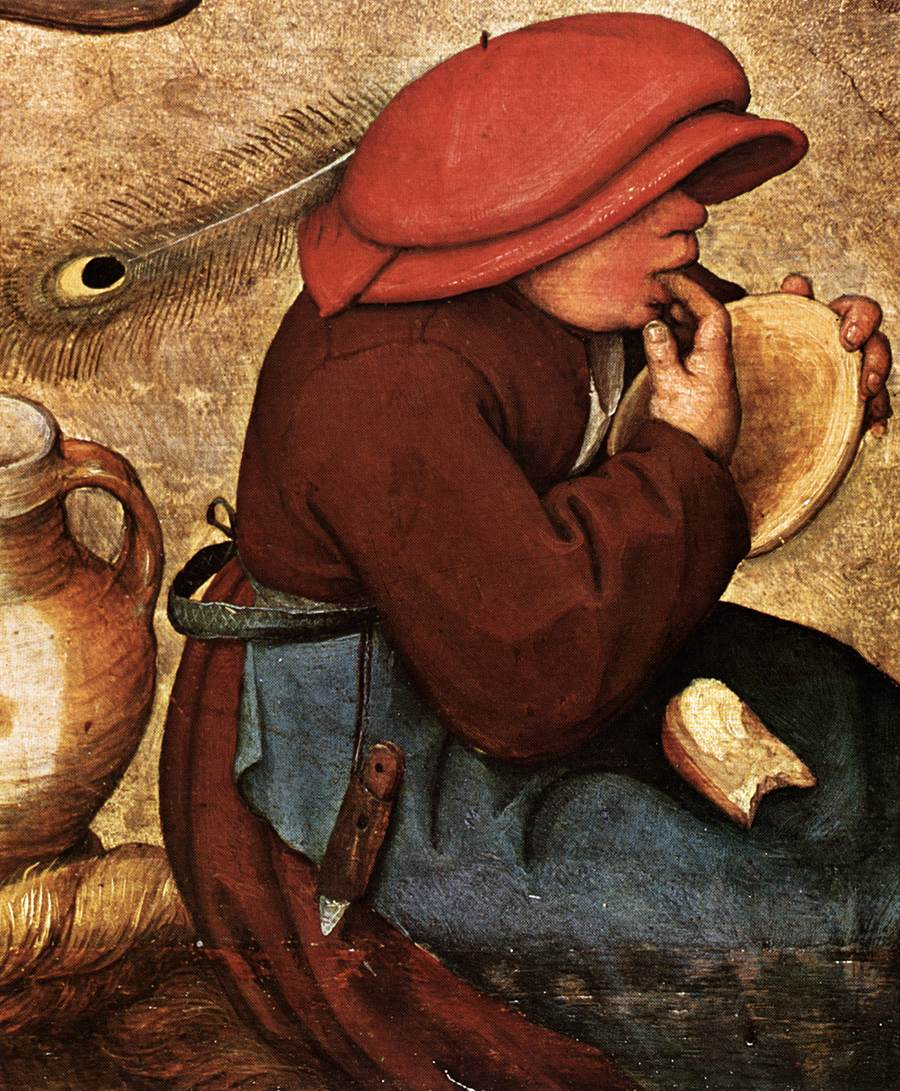
Dettaglio

Il Banchetto nuziale è un dipinto a olio su tavola (114x164 cm) di Pieter Bruegel il Vecchio, databile al 1568 circa e conservato nel Kunsthistorisches Museum di Vienna.

## Storia
L'opera doveva essere un tempo firmata e datata, ma la decurtazione di circa 5 cm nella parte inferiore (1660), per adeguarla alle dimensioni della Danza di contadini, ha tagliato via tale memoria.
Nel 1594 venne acquistata a Bruxelles dall'arciduca Ernesto d'Asburgo e nel 1659 l'opera è registrata nelle collezioni dell'arciduca Leopoldo Guglielmo. Non è chiaro se le due tavole vennero dipinte come pendants, ma è anche probabile che fossero le prime due di una serie a tema nuziale.

## Descrizione e stile
Dentro un grande edificio, forse un granaio o un pagliaio, si sta svolgendo il pranzo nuziale di una coppia di contadini. La sposa è ben visibile davanti al telo verde appeso alle sue spalle (un elemento che si trova anche in molte Madonne fiamminghe) e indossa la corona con aria vagamente sognante, accanto ai genitori (il padre indossa il mantello foderato di pelliccia ed ha una sedia preminente rispetto alle altre panche); lo sposo secondo la tradizione deve servire ai tavoli ed è forse da identificarsi con l'uomo che sta versando della birra (probabilmente lambic) in una brocca all'estrema sinistra, o con quello dal berretto rosso che si volta al centro per prendere le scodelle col cibo (forse polenta, data la rigidità che sembra mantenere, specialmente nel piatto che viene servito dal presunto sposo) e passarle ai convitati, portate da sue inservienti su un rudimentale vassoio fatto d'assi.
In primo piano si vede un bambino che sta leccando un piatto, indossante un berrettone con piuma di pavone che gli copre gli occhi e sulle cui gambe è appoggiato un pezzo di pane imburrato. Lo sguardo dello spettatore è guidato in profondità dalla posizione obliqua della tavola, lungo la quale si allineano i vari ospiti, ciascuno ritratto nella sua singolarità. Un cane spunta da sotto la tavola, vicino a un prelato che sta discutendo con un uomo dalla barba rossa di profilo: qualcuno lo ha indicato come un possibile autoritratto di Bruegel. In quest'opera non è forse un caso che l'autore sembri sciogliere, infine, quel distacco verso i suoi personaggi che l'aveva caratterizzato, partecipando in qualche misura alla gioia dell'evento.
Sempre in primo piano sono ben visibili due camerieri che trasportano un grande "vassoio" di legno con dei piatti. La grande curiosità di questa immagine è la posizione del piede sinistro del cameriere con la giubba rossa. Effettivamente si nota che "i piedi sinistri" in realtà sono ben due, uno un po' più arretrato, sotto il piano in legno, ed uno più avanzato quasi come l'altro. In realtà pare che l'artista non sapesse come posizionare quel piede, se in modo tale da far intendere a chi lo osservasse che quel cameriere si fosse fermato girandosi oppure stesse avanzando.
Due suonatori di zampogna stanno in piedi nel medio piano, e quello con la giubba rossa ha momentaneamente smesso di suonare e s'è girato ad osservare, con un'espressione di golosità, i piatti che i camerieri stanno servendo; in lontananza altri personaggi si accalcano alla porta e un bambino, seduto all'estremità del tavolo, si sta succhiando un dito.
Nel centro del dipinto si scorge inoltre la personificazione di uno Scemo del villaggio.
La descrizione è quindi arricchita da molti dettagli quotidiani, che fanno dell'opera un prototipo per la pittura di genere.